# Gyöngyöshalász, Heves
Gyöngyöshalász  este un sat în districtul Gyöngyös, județul Heves, Ungaria, având o populație de 2.590 de locuitori (2011). 

## Demografie
Componența etnică a satului Gyöngyöshalász
     Maghiari (98,32%)
     Necunoscut (0,69%)
     Alții (0,99%)
Componența confesională a satului Gyöngyöshalász
     Romano-catolici (54,4%)
     Fără religie (13,86%)
     Reformați (3,28%)
     Necunoscută (27,41%)
     Alte religii (2,86%)
Conform recensământului din 2011, satul Gyöngyöshalász avea 2.590 de locuitori. Din punct de vedere etnic, majoritatea locuitorilor (98,32%) erau maghiari. Apartenența etnică nu este cunoscută în cazul a 0,69% din locuitori.  Din punct de vedere confesional, majoritatea locuitorilor (54,4%) erau romano-catolici, existând și minorități de persoane fără religie (13,86%) și reformați (3,28%). Pentru 27,41% din locuitori nu este cunoscută apartenența confesională.